# Schlierbach (Württemberg)
Schlierbach település Németországban, azon belül Baden-Württembergben. Lakosainak száma 3946 fő (2023. december 31.).

## Népesség
A település népessége az elmúlt években az alábbi módon változott:
| Lakosok száma | 3314 | 3941 | 3972 | 3916 | 3928 | 3946 |
|               | 1975 | 2017 | 2019 | 2021 | 2022 | 2023 |